# جان جی. تاونزند، جونیور
جان جی. تاونزند، جونیور (به انگلیسی: John G. Townsend, Jr.) سناتور سابق عضو حزب جمهوری‌خواه ایالات متحده آمریکا بود. وی در سال ۱۹۲۹ تا ۱۹۴۱ میلادی سناتور ایالت دلاویر در سنای ایالات متحده آمریکا بود.